# Guadalix de la Sierra
Guadalix de la Sierra est une commune de la communauté de Madrid, en Espagne.